# Ndu jezici
Ndu jezici, skupina sepičkih jezika koji se govore u području uz rijeku Sepik od nekih desetak plemena. Obuhvaća jezike: ambulas [abt], boikin [bzf], burui [bry], gaikundi [gbf], hanga hundi [wos], iatmul [ian], koiwat [kxt], malinguat [sic], manambu [mle], ngala [nud], sengo [spk] i yelogu [ylg].
Sepičku porodicu čine sa skupinama abau (1) jezik; biksi (2); iwam (3); leonhard schultze (4); nukuma (3); ram (3); sepik hill (16); tama (6); wogamusin-chenapian (2); i yerakai (1) jezik.

## Vanjske poveznice
- Ethnologue (14th)
- Ethnologue (15th)